# João Gualberto Calatroni
João Gualberto Calatroni (Nova Venécia, 7 de janeiro de 1951 - Pará, 13 ou 14 de outubro de 1973), apelidado primeiramente de Jonga e depois como Zebão, era estudante e militante político. Fez parte do Partido Comunista do Brasil (PCdoB), durante a época da ditadura militar no Brasil. Desapareceu e possivelmente foi morto no Pará, no dia 13 ou 14 de outubro de 1973, junto com outros guerrilheiros. Não se sabe o local exato da morte e também não há informações sobre seus restos mortais.
As circunstâncias de seu desaparecimento ainda são objeto de investigação da Comissão Nacional da Verdade.

## Biografia
João Gualberto Calatroni nasceu no dia 7 de janeiro de 1951 na cidade de Nova Venécia, estado do Espírito Santo. Era filho de Osária de Lima Calatrone e Clotildio Bueno Calatrone.
Teve destaque em atuação política quando era estudante secundarista no Espírito Santo e se formou em contabilidade em nível técnico.
Se mudou para próximo às margens do rio Araguaia (que fica ao sudeste do Pará), região próxima a Brejo Grande, em 1970. A posse em que estava se chamava "Chega com Jeito" e foi nela que adotou o nome de Zebão. De acordo com pessoas que viveram com ele, na vida rural Zebão foi destaque como mateiro e tropeiro. Tinha as características de ser ouvinte e não o narrador, mas que sempre conseguia solucionar os problemas e era bom de improviso.
Zebão foi integrante de combate do Destacamento A. Em seus 22 anos, no ano de 1973, enquanto estava na companhia de seus colegas, Zé Carlos (André Grabois), Divino Ferreira de Souza (também chamado como Nunes), Alfredo e Dermeval da Silva Pereira (chamado de João), foi dado como morto, assim como a maioria que estava junto a ele.

## Circunstâncias da morte
A morte de João Gualberto Calatroni, de acordo com o Relatório Arroyo, aconteceu no dia 13 de outubro de 1973 por volta das 12:00, quando Zebão e seus companheiros André Grabois, Nunes, Alfredo e João haviam acabado de levar os porcos para comer na antiga fazenda de Alfredo e estavam indo embora quando o mesmo escutou um barulho. Quando perceberam o que estava acontecendo, já estavam cercados por soldados armados, que imediatamente começaram a atirar contra o grupo. João foi o único que saiu com vida, os demais foram mortos no massacre.
De acordo com O Diário de Maurício Grabois, que contou a história da morte de João Gualberto, relatou que no dia 13 de outubro de 1973, os cinco companheiros mataram os porcos e permaneceram muito tempo na fazenda depois disso, o que de acordo com Maurício foi um deslize já que chamou muita atenção dos militares que estavam rondando a região. E então foram surpreendidos e mortos a tiros. Somente João foi salvo.

## Investigação do caso
No relatório da CEMDP (Comissão sobre Mortos e Desaparecidos Políticos) é apontada a decisão conclusiva que saiu no relatório de 2002 do Ministério Público Federal sobre o caso dos guerrilheiros mortos na fazenda de Geraldo Martins, localizada em São Domingos do Araguaia. A resolução foi que os militantes, incluindo João Gualberto Calatroni, foram mortos em um confronto e enterrados em uma cova rasa nas proximidades da casa do pai de Antônio Felix da Silva, em Caçador.
Lício Augusto Maciel contou à Câmara dos Deputados no dia 26 de junho de 2005 que atirou em André Grabois na ocasião e, para o livro escrito por Luiz Maklouf, afirmou que enterrou os corpos dos militantes mortos no sítio da esposa de Alfredo. Lício permanece impune pelos atos cometidos, mesmo tendo confessado o assassinato de 4 guerrilheiros.
João Alves de Souza, segundo tenente da Polícia Militar de Goiás, disse em depoimento à CNV (Comissão Nacional da Verdade) que não estava presente no episódio que levou João Gualberto Calatroni à morte, mas que teria feito o informe do dia 13 de outubro de 1973 dizendo que as execuções haviam sido cometidas de forma brutal e por esse motivo correu o risco de ser preso e detido, tendo que dar explicação sobre o feito. Por esse motivo, o relatório do Ministério do Exército, o CIE, data a morte no dia 13 de outubro de 1973.
Contudo, de acordo com registros feitos pelo Ministério Público Federal, o ato ocorreu na verdade no dia 14 de outubro de 1973, quando Divino foi sequestrado após seus companheiros terem sido assassinados e nunca mais foi visto.
Manoel Leal de Lima (chamado também como Vanu) e Antônio Félix de Lima foram cúmplices do acontecimento e confirmaram em 2001 para o Ministério Público Federal sobre o que teria acontecido no dia da execução. Já a respeito dos corpos dos companheiros, de acordo com José Vargas Jiménez (tenente da reserva), os corpos estavam expostos ao ar livre dias após o massacre.

## Desfecho da Comissão Nacional da Verdade
De acordo com a sentença da Corte Interamericana quando acontece o desaparecimento e assassinato de pessoas, ela começa com a escassez da liberdade pessoal e, portanto, a falta de conhecimento sobre qual fim teve a pessoa desaparecida, sendo que é dever do Estado buscar a verdade e fazer justiça aos responsáveis. Por isso, a CNV (Comissão Nacional da Verdade) considera João Gualberto Calatroni um desaparecido político, já que seus restos mortais não foram encontrados até os dias de hoje e com isso não permitindo aos seus familiares fazerem o sepultamento até os dias de hoje.
A CNV recomenda que as investigações sobre o caso continuem até que encontrem os restos mortais, façam a retificação na certidão de óbito, além do reconhecimento e responsabilização das pessoas envolvidas.

## Homenagens
- Monumento Pessoas Imprescindíveis, localizado em Vitória (Espírito Santo), na Praça Costa Pereira. Esse monumento foi feito com o objetivo de homenagear os 5 militantes que se dedicaram à democracia e direitos humanos no Brasil quando foram mortos durante a Guerrilha do Araguaia.[7]

- O filme Capixabas Mortos e Desaparecidos Durante a Ditadura Militar foi lançado em 2016 no Arquivo Público do Estado do Espírito Santo. O filme relembra a memória das lutas armadas entre os anos de 1960 e 1970, dando ênfase aos guerrilheiros que foram mortos na Guerrilha do Araguaia.[8]

- O livro Mata! O Major Curió e as Guerrilhas do Araguaia, de Leonencio Nossa, conta sobre a Guerrilha do Araguaia.[9]